# 龍造寺康房
龍造寺 康房（りゅうぞうじ やすふさ）は、戦国時代から安土桃山時代にかけての武将。

## 生涯
鍋島清房の子として生まれ、龍造寺純家の養子となった。龍造寺隆信の弟・長信の家臣として活躍。長信が多久を領したため、共に多久の地に入り、多久女山城を守った。
天正5年（1577年）の西郷純堯征伐では先陣を務め、天正8年（1580年）に大友宗麟が龍造寺討伐のため臼杵鎮富・小佐井鎮直を派遣すると、その迎撃のため長信らと共に筑前国岩門へ入っている。
天正12年（1584年）、沖田畷の戦いで討死した。